# Mesenteripora triregnator
Mesenteripora triregnator är en mossdjursart som beskrevs av Taylor och Gordon 200. Mesenteripora triregnator ingår i släktet Mesenteripora och familjen Entalophoridae. Inga underarter finns listade i Catalogue of Life.